# مسجد ميران
مسجد ميران هوَ مسجد يقع في منطقة في بودوتشيري في الهند، وَيُعتبر ثاني أقدم مسجد في بودوتشيري، حيثُ بني قبل حوالي 350 سنة، ويَحتوي على العمارة الإسلامية القوطية القديمة، وَتم بناؤه من قبل نوّاب من كارناتيك (Nawab of the Carnatic).

## هيكل المسجد
يَحتوي المَسجد على أَربعة أَعمدة رَفيعة تَحت القُبة، كما يُوجد محراب وَمنبر بالقُرب مِنها، كما قد كُتب فَوق المِحراب إحدى الكلمات الست، مَع وجود سجاد يَنتشر في جميع أنحاء المسجد، كما أنَّ هُناك أوعية برونزية تنتشر فِي الجُزء العلوي مِن المئذنة.

## الصلاة
يُعتبر مسجد ميران من أماكن المُسلمين الرَسمية في بودوتشيري حيثُ ييُعتبر مكان للاحتفال خلال عيد الفطر وَعيد الأضحى، وتُصلى جميع الصَلوات في مسجد ميران.